# Конкордия Кяжна
„Конкордия“ (на румънски: Club Sportiv Concordia Chiajna) е футболен клуб от град Кяжна, Румъния. Основан през 1957 година.
Домакинските си мачове играе на стадион „Конкордия“, който по различни данни има вместимост от 4000 до 5000 зрители. От сезон 2019/20 отборът ще играе в Лига II.

## История
От момента на основаването си през 1957 година до 1987 – ма клубът играе в любителските лиги на Румъния. През 1988 година Конкордия играе в „Лига С“, но играе без голям успех.
През 2007 година отборът от Кяжна успява да влезе във втора лига на Румъния. След няколко сезона в Лига ІІ Конкордия получава правото да играе във висшата дивизия.

## Български футболисти
- Йордан Господинов: 2011/12 - наем (12 мача - 0 гола)
- Пламен Крумов: 2012-пролет (15 мача - 2 гола)
- Александър Дюлгеров: 2014/15 (7 мача - 0 гола)
- Венцислав Христов: 2020 (3 мача - 0 гола)